# Sông Napo

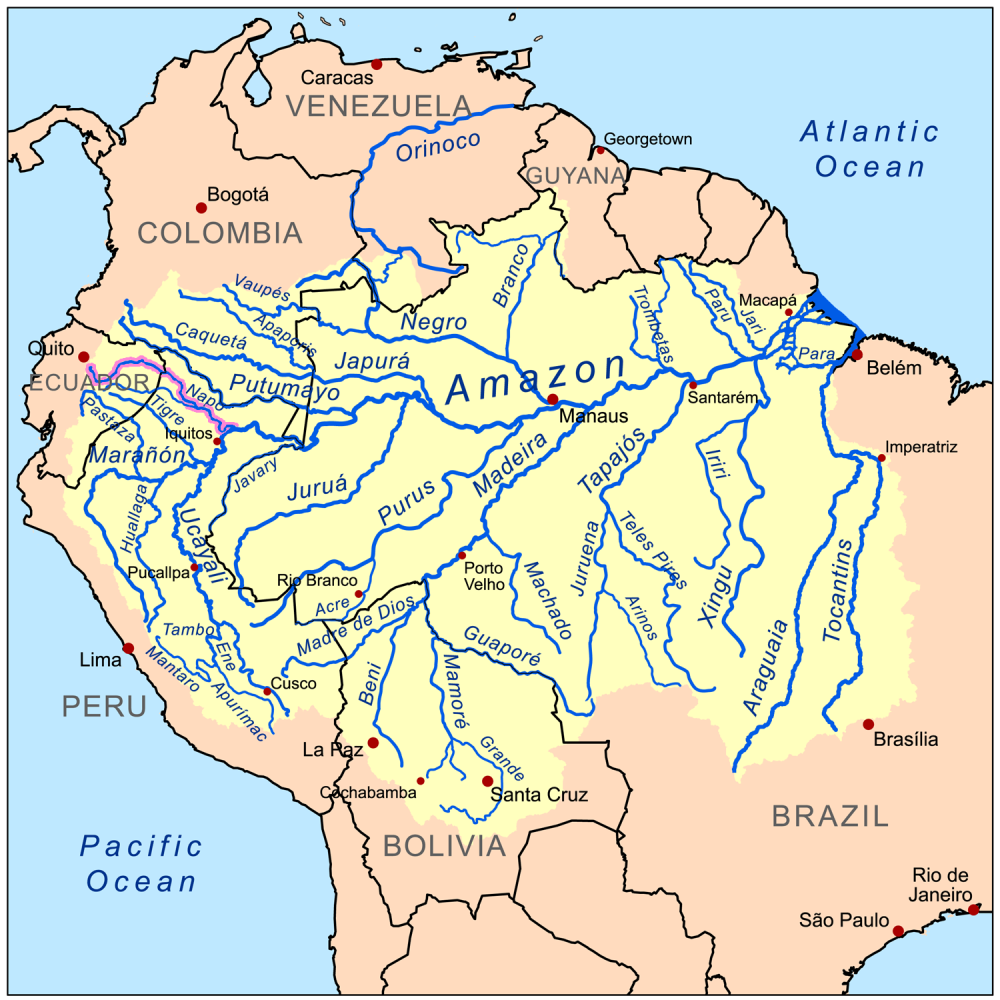
Sông Napo tại bồn địa Amazon

Napo là một chi lưu của sông Amazon, sông khởi nguồn tại Ecuador bên sườn của núi lửa Antisana, Sincholagua và Cotopaxi. Tổng chiều dài của sông là 1075 km. Diện tích lưu vực đạt 100.518 km². Lưu lượng trung bình của sông Napo là 6.976 m³/s.
Trước khi chảy đến vùng đồng bằng, sông nhận được một lượng nước lớn từ các con suối, tại các khu vực miền núi, nơi có thảm thực vật dày đặc và đa dạng. Dòng sông này là một trong đặc trưng địa hình của Ecuador. Từ phía bắc, dòng Coca hợp dòng vào Napo, có nguồn tại hẻm núi Cayambe tại xích đạo, và cũng là một dòng sông mạnh mẽ, Aguarico có đầu nguồn nằm giữa Cayambe và biên giới Colombia.
Từ phía tây, sông nhận được một chi lưu thứ cấp, Curaray, từ sườn núi Andes, giữa Cotopaxi và núi lửa Tungurahua. Từ nhánh Coca đến cửa sông Curaray, Napo vẫn gặp đầy trở ngại với các dải cát, và có nhiều cù lao vốn sẽ bị ngập vào mùa mưa, khi đó sông sẽ có chiều rộng lớn.  Từ Coca, sông chảy qua một vùng đồng bằng rừng rậm và từ sông ta không thể nhìn thấy một ngọn núi nào - đôi bờ sông chỉ bị gián đoạn khi gặp các đầm lầy và đầm phá.
Từ Amazon, Napo có khả năng thông hành đến tận nhánh sông Curaray, cách khoảng 216 miles (350 km), và có lẽ có thể xa hơn một chút; từ đây, bằng cách chuyển sang cano, có thể đi lên thượng nguồn xa đến Santa Rosa, một điểm đến được biết đến với bất kỳ khách du lịch mạo hiểm nào đến từ cao nguyên Quito. Sông Coca có thể thâm nhập tời tận vùng trung du, tại đây sông bị kẹt giữa hai bức tướng núi, trong một hẻm núi sâu. Đây là dòng sông nổi tiếng theo sau chuyến thám hiểm của Gonzalo Pizarro.